# 波瓦-迪瓦尔津 (葡萄牙堂区)
波瓦-迪瓦尔津是葡萄牙波尔图区的一个堂区。总面积5.25平方公里，总人口27810人，人口密度5297.1人/平方公里。